# Candy Corn

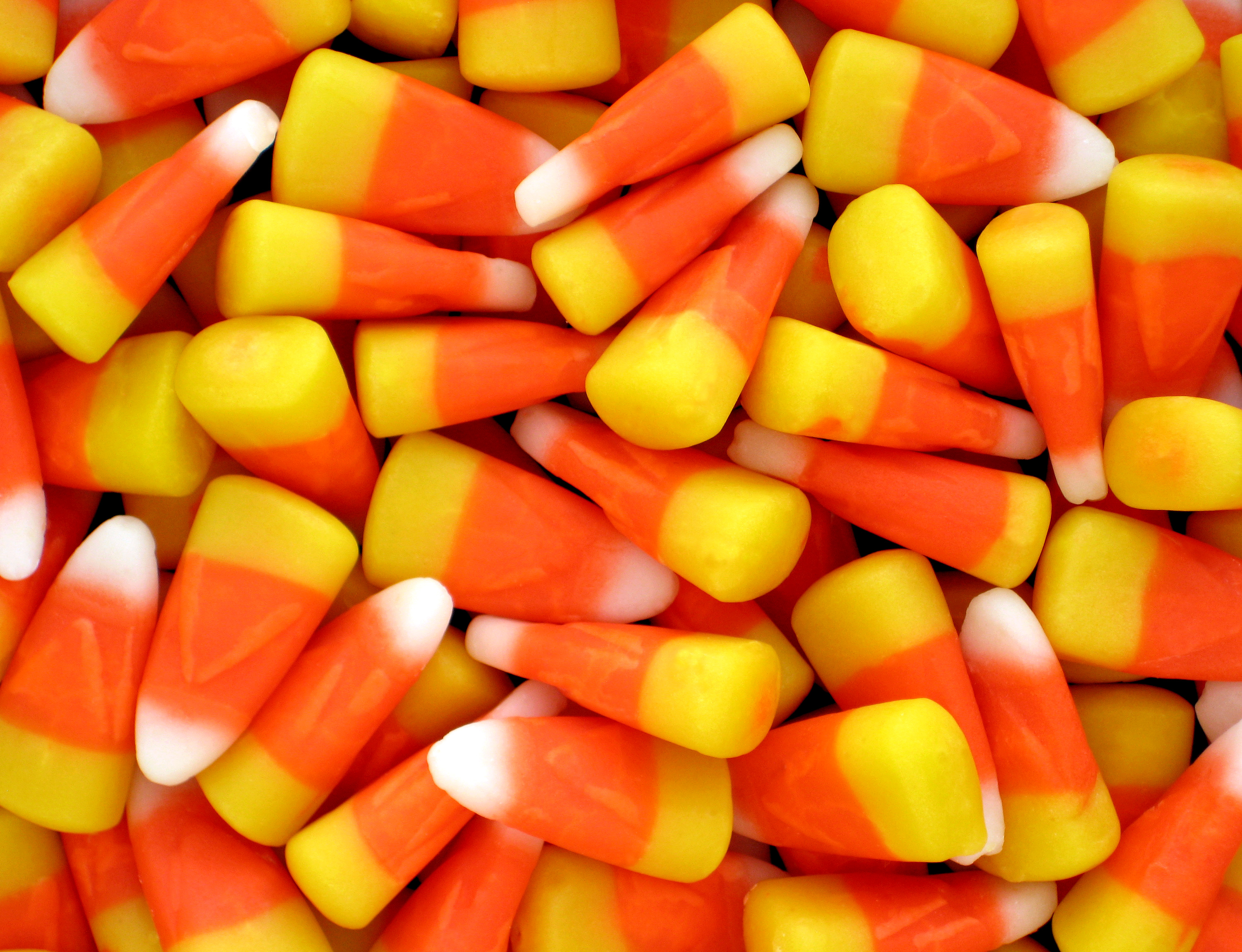
Candy Corn

Candy Corn ist eine US-amerikanische Süßigkeit. Sie wird vor allem im Herbst gegessen, insbesondere in der Halloween-Zeit. Sie ist dreieckig und dreifarbig; der Geschmack ähnelt laut Kundenbeschreibungen einer Butter-Honig-Vanille-Mischung. Die weiße Spitze, die orangefarbene Mitte sowie das gelbe Ende stehen nicht nur für die Herbsternte, sondern auch für Maiskolben, was auf die Ursprungsjahre des Produkts zurückgeht, als es hauptsächlich unter der Landbevölkerung beliebt war. Candy Corn genießt in den Vereinigten Staaten zwar eine hohe Popularität und weite Verbreitung, gilt aber dennoch als polarisierende Süßigkeit, weil sie von Konsumenten entweder sehr oder überhaupt nicht gemocht wird.

## Geschichte

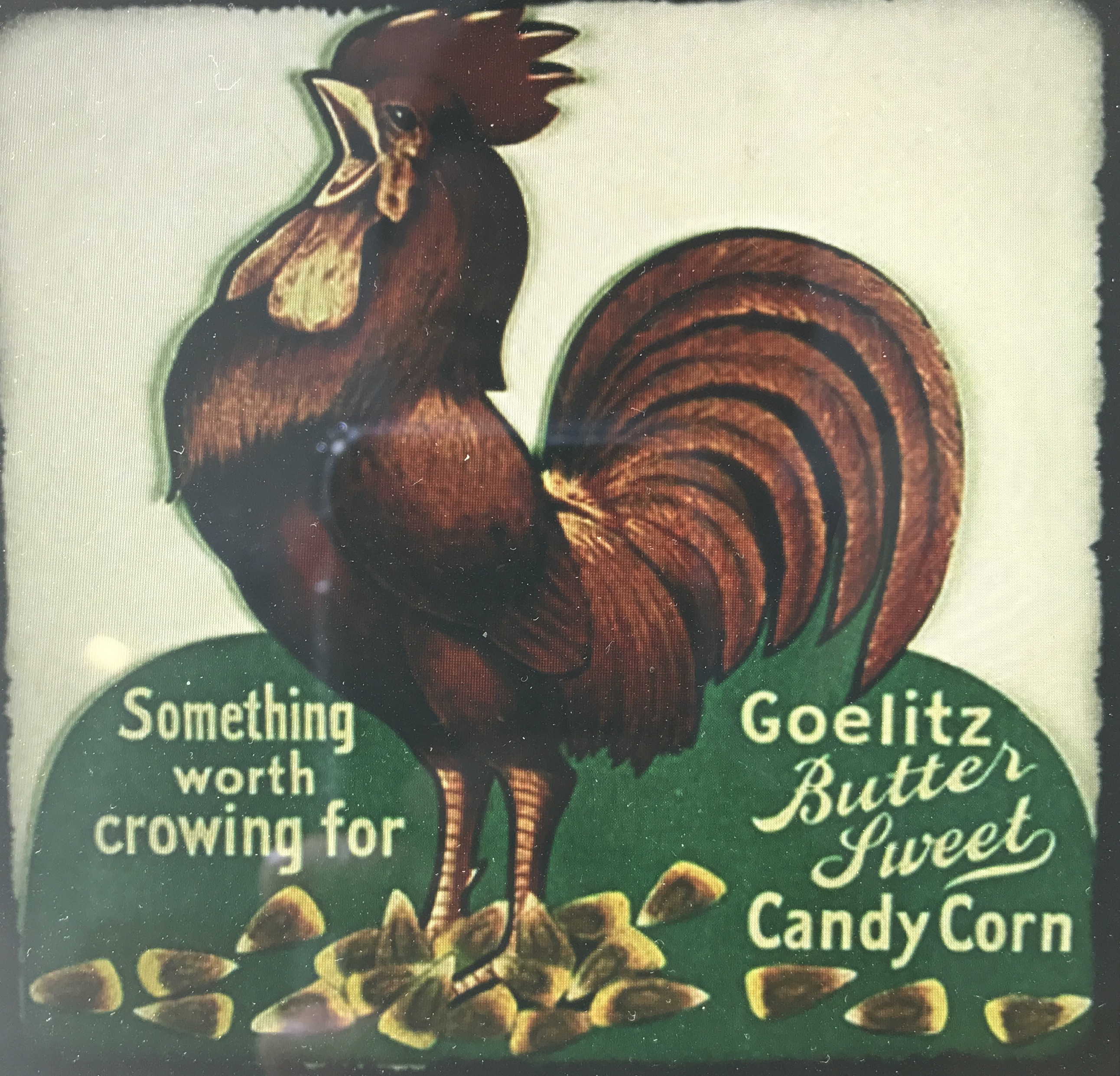
Altes Werbeplakat für Candy Corn

Ende der 1880er Jahre konzentrierten sich viele Süßigkeitenhersteller in den Vereinigten Staaten vermehrt auf die Landbevölkerung als Zielgruppe, die damals ungefähr die Hälfte aller Amerikaner stellte. Deswegen produzierten sie für den Verkauf in ländlichen Gegenden erfolgreiche Buttercreme-Süßigkeiten in Form von Gewächsen wie Kürbissen, Rüben, Kastanien und Kleeblättern.
George Renninger, einem Angestellten der Wunderle Candy Company, kam 1888 eine neue Produktidee. Chicken feed („Hühnerfutter“) war eine kleine dreieckige Süßigkeit, die mit ihren verschiedenen, für den Herbst typischen Farben Erntezeit-Assoziationen wecken sollte. Die Färbung (hellgelber Boden, orange Mitte und weiße Spitze)  repräsentierte daneben Mais. Das Getreide wurde zwar damals hauptsächlich als Futtermittel eingesetzt und nur von den ärmsten Bevölkerungsschichten gegessen, da es lediglich eine grobkörnige Sorte davon gab, die den meisten Personen nicht schmeckte. Chicken feed genoss aufgrund der als völlig innovativ geltenden, dreifarbigen Oberfläche dennoch eine große Popularität unter der Landbevölkerung. 1898 erwarb die Goelitz Confectionery Company (seit 2001 Jelly Belly) die Rezepturrechte und benannte das Produkt in Candy Corn um.
Anfang des 20. Jahrhunderts war Candy Corn, nun auch in Städten angeboten, ein bekanntes penny candy, also eine Süßigkeit, die in Automaten sowie Geschäften in hohen Mengen zu einem niedrigen Preis verfügbar ist. Zwar fand der Herstellungsprozess nur zwischen August und November statt, das Produkt hat aber eine recht lange Mindesthaltbarkeit von neun Monaten. So wurde Candy Corn das ganze Jahr über gekauft und war insbesondere unter Kindern sowie an Feiertagen wie Ostern und Thanksgiving beliebt.
Dies änderte sich, als immer mehr Kinder zu Halloween begannen, für Süßigkeiten von Haus zu Haus zu gehen. Wegen der dadurch verursachten vermehrten Werbekampagnen im Herbst entwickelte sich Candy Corn schließlich zu einer typischen Halloween-Süßigkeit, die im übrigen Jahr kaum noch verzehrt wurde und heute fast nur während der Herbstmonate in den Läden zu finden ist. Die National Confectioners Association, der amerikanische Berufsverband der Süßwarenhersteller, bestimmte den 30. Oktober, den Tag vor Halloween, zum offiziellen National Candy Corn Day.

## Produktion
Die Hauptproduzenten von Candy Corn in den Vereinigten Staaten sind Jelly Belly und Brach’s, eine Tochtergesellschaft der Ferrara Candy Company. Laut der National Confectioners Association werden jährlich ungefähr 35 Millionen Pfund der Süßigkeit verkauft, was knapp neun Milliarden Stück entspricht.
In den Anfangsjahren erfolgte die Herstellung von Candy Corn per Hand, indem unter anderem Honig, Vanillearoma, Wasser und Zucker zu einem Brei verrührt wurden. Danach kamen Fondant sowie Marshmallows dazu. Die Mischung wurde abschließend erhitzt, in Formen gegossen, mit den drei Lebensmittelfarben versehen und mit Carnaubawachs ummantelt. Candy Corn wird seit der Weiterentwicklung der Mogultechnik maschinell produziert, wobei die Rezeptur bis auf wenige Zugaben gleich geblieben ist.
Laut Susan Whiteside, Vizepräsidentin der National Confectioners Association, erhalten, anders als oft angenommen, Kinder, die an Halloween um die Häuser ziehen, eigentlich kaum Candy Corn. Dies liege daran, dass die Ware nur selten einzeln verpackt, sondern meistens in Ein-Pfund-Großpackungen verkauft werde. Sie sei eher eine Süßware, die zum schnellen Verzehr zuhause in Süßigkeitenschalen gelegt sowie wegen der bunten Oberfläche als Back- und Kochdekoration verwendet werde.

### Sorten und Beliebtheit

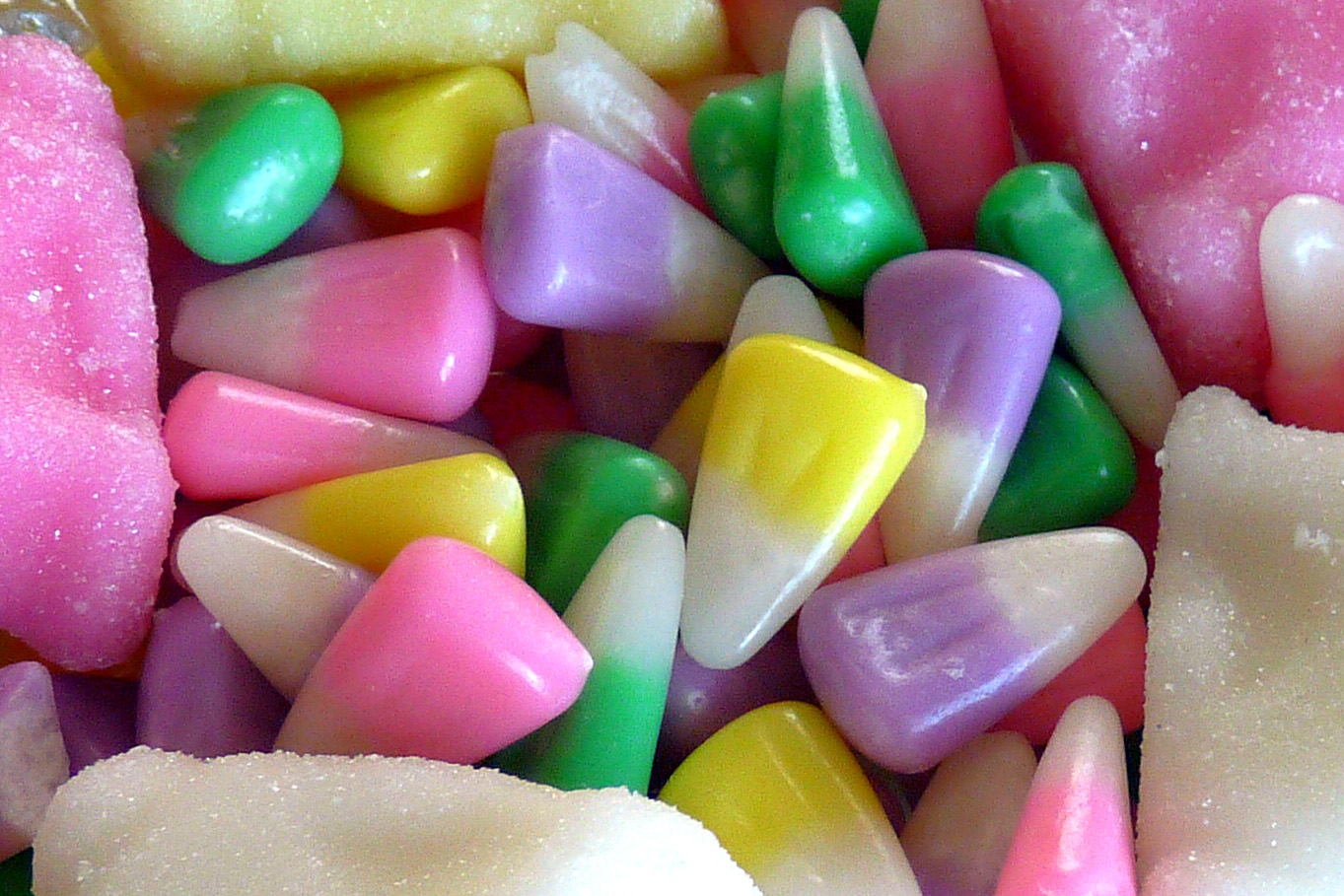
Zu Ostern beliebter Bunny Corn

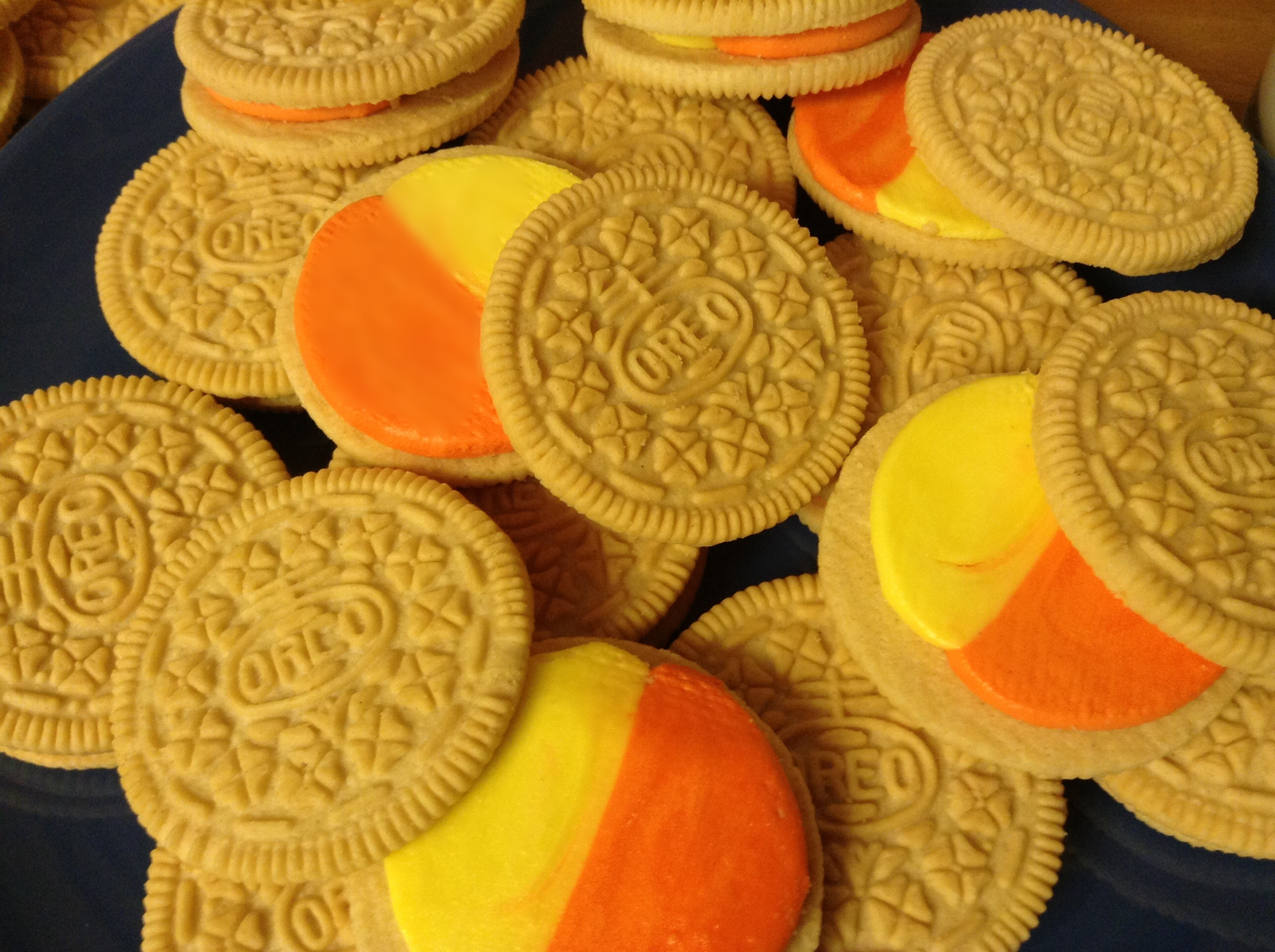
Oreos mit Candy-Corn-Geschmack

Wegen der großen Beliebtheit existieren mittlerweile verschiedene Variationen von Candy Corn. Harvest Corn hat statt des gelben ein braunes Ende mit Schokoladengeschmack und ist vor allem zur Zeit um Thanksgiving beliebt. Zudem gibt es Farbvarianten für weitere Feiertage. Dies sind beispielsweise zu Weihnachten Reindeer Corn mit rotem Ende und grüner Mitte sowie für Ostern zweifarbiges Bunny Corn, wobei das Ende verschiedene Kolorierungen hat, die Spitze allerdings wie bei den anderen Versionen weiß bleibt. Daneben bieten Hersteller saisonale Produkte mit dem Geschmack von Candy Corn an, unter anderem M&M’s und Oreo.

### Umstrittener Ruf
Trotz seiner weiten Verbreitung gilt Candy Corn unter US-amerikanischen Konsumenten nicht unbedingt als beliebt. Das Produkt ist laut mehreren seit 2009 durchgeführten Umfragen in einigen Bundesstaaten die beliebteste Süßware oder gehört zu den am weitesten verbreiteten. Andere Befragungen kamen dagegen zu dem Ergebnis, dass Candy Corn sowohl in mehreren Bundesstaaten als auch im ganzen Land oft als eine der unbeliebtesten Halloween-Süßigkeiten gilt.
Ein Grund für die Beliebtheit von Candy Corn könnte laut Whiteside die begrenzte Verfügbarkeit sein. Im restlichen Jahr sei die klassische Sorte nur schwer zu finden, weswegen der Verkaufsstart im Herbst für die Konsumenten eine Art Erlebnis darstelle, das sie zum Erwerb anrege. Ein weiterer Grund für die Popularität der Ware sind nach Ansicht von Phil Lempert, einem in den USA bekannten Lebensmittel-Experten, Baby-Boomer. Sie verbänden Candy Corn mit Erinnerungen an ihre Kindheits-Halloween-Umzüge und kauften ihn aus Nostalgie, selbst wenn es ihnen nicht schmecke.
Der Grund für eine Abneigung liegt laut Kommentaren in sozialen Netzwerken oft im als fad empfundenen Geschmack, der harten, bröckeligen Beschaffenheit, dem hohen Zuckergehalt sowie der Wachshülle. Die gespaltene Meinung über die Süßigkeit führt nicht selten zu Online-Debatten. Als CNN 2013 auf Facebook mitteilte, durch eine Analyse bestimmter Schlagwörter herausgefunden zu haben, dass Candy Corn von deutlich mehr Personen gemocht als gehasst werde, hatte dies über 1000 größtenteils negative Kommentare zur Folge. Auf Twitter entstehen ebenfalls regelmäßig Streitigkeiten über die Qualität der Süßigkeit.
Auch Prominente brachten ihren Widerwillen öffentlich zum Ausdruck, so scherzte Lewis Black bei einem Stand-up-Comedy-Auftritt, dass Candy Corn wie Motoröl schmecke und seit 1914 nicht mehr neu hergestellt werde, da die unverkauften Stücke immer wieder angeboten würden. Gordon Ramsay, der in der Sendung mehrere Halloween-Süßigkeiten verriss, beschrieb Candy Corn 2016 bei Jimmy Kimmel Live! als „wie ein verfaulter Zahn geformtes Ohrenschmalz“.